# Референдум щодо самовизначення Каталонії (2014)

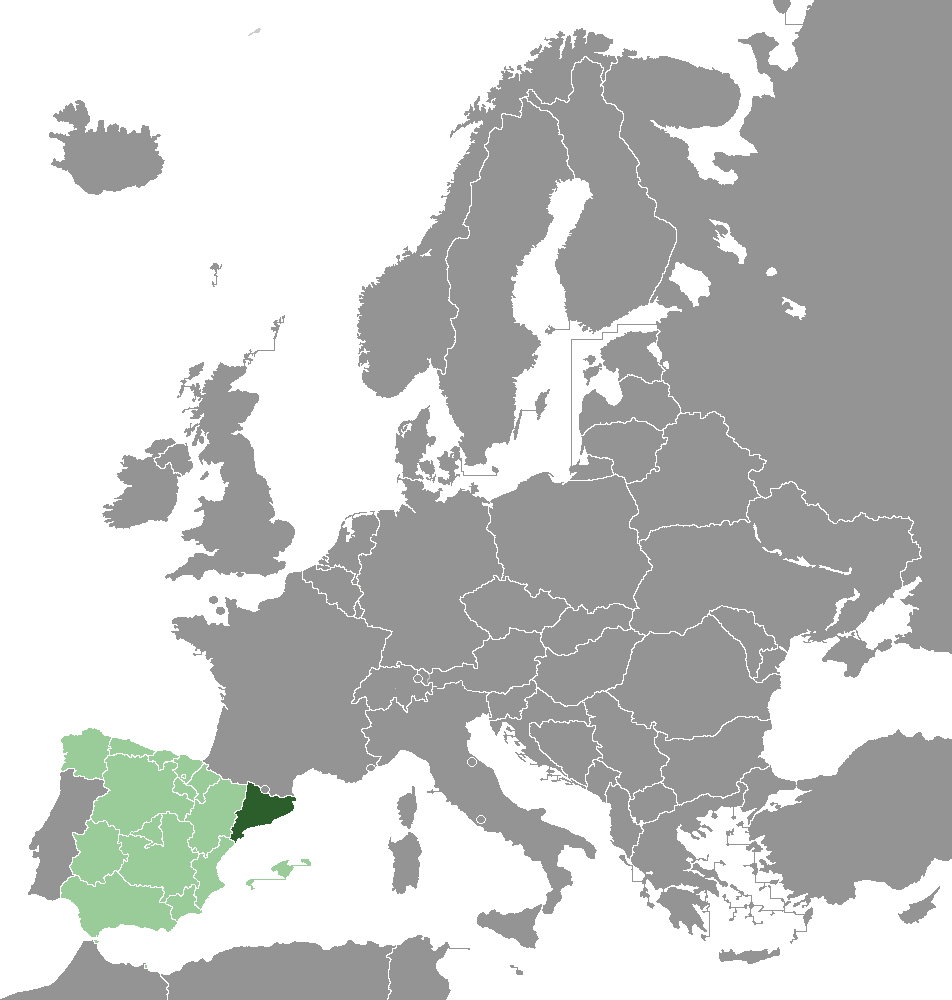
Розташування Іспанії (салатовий колір) та Каталонії (зелений) на карті Європи

Див. також Референдуми щодо незалежності Каталонії
Референдум щодо самовизначення Каталонії (кат. Referèndum d'autodeterminació de Catalunya) — референдум про «політичне майбутнє» Каталонії, який провели 9 листопада 2014 року.
12 грудня 2013 року Президент Женералітату Каталонії Артур Мас повідомив, що головні політичні сили автономії дійшли згоди щодо термінів проведення референдуму про незалежність Каталонії та формулювання питань, які мають бути на нього винесені. Міністр юстиції Іспанії Альберто Руїс-Гальярдон відразу ж повідомив, що «цей референдум не буде проведений».
Виборці повинні були відповісти на такі питання: «Чи хочете Ви, щоб Каталонія стала державою?» й у випадку схвальної відповіді: «Чи хочете Ви, щоб ця держава стала незалежною?».

## Передумови
У 2009—2010 роках у Каталонії проведено консультативні референдуми щодо незалежності автономії, в яких відповідь «так» на питання про незалежність дали понад 90 % виборців.

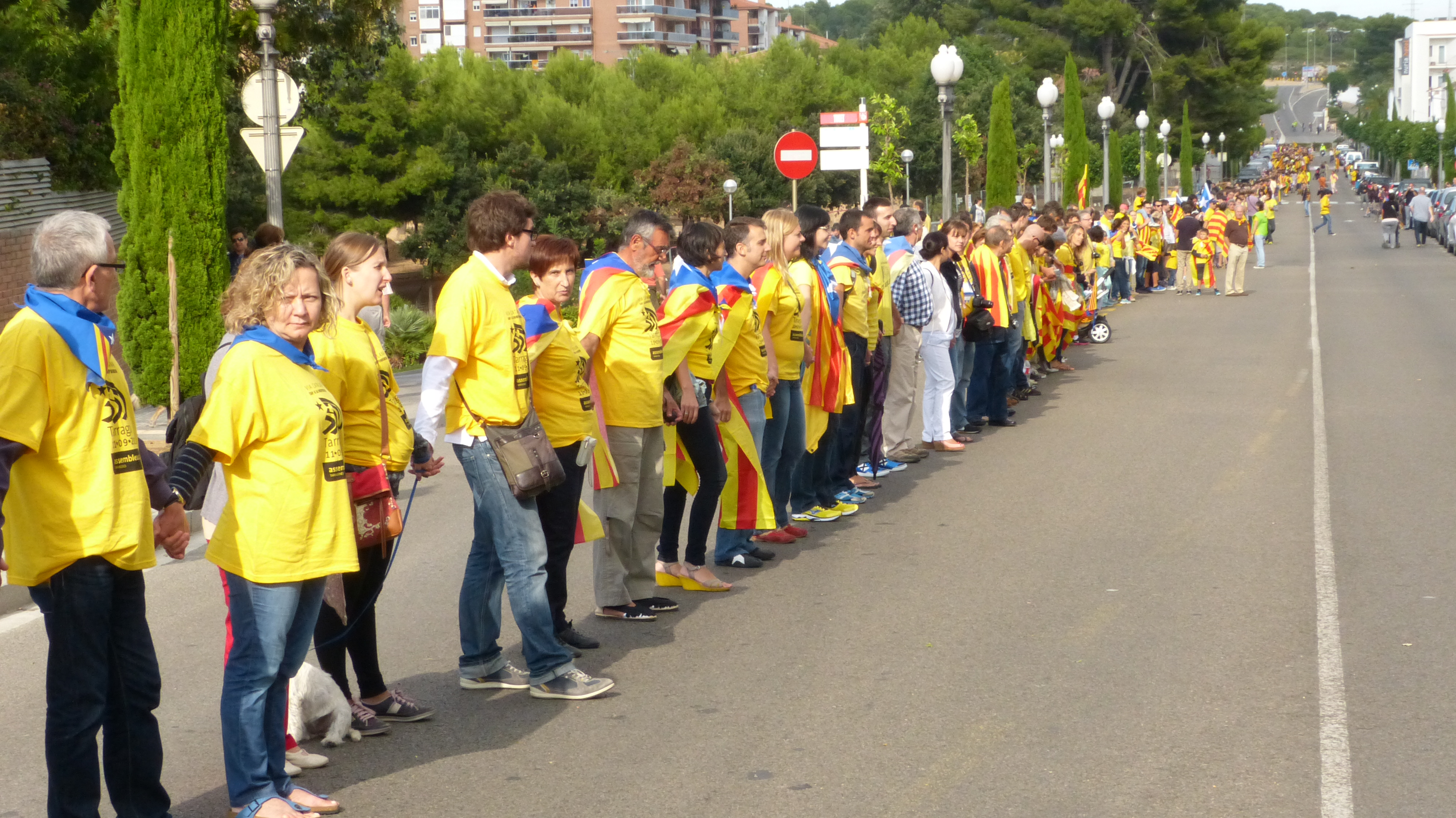
Живий ланцюг Via Catalana 11 вересня 2013 року

У січні 2013 року Парламент Каталонії ухвалив Декларацію про суверенітет Каталонії, яка давала народові Каталонії право самостійно визначати своє політичне майбутнє. У травні Конституційний суд Іспанії призупинив дію декларації.
Питання про референдум щодо самостійності Каталонії неодноразово обговорювали на найвищому рівні органи влади Іспанії. У вересні 2013 року уряд країни знову відмовив Каталонії в референдумі щодо незалежності, запропонувавши натомість сісти за стіл переговорів, оскільки згідно з іспанським законодавством, право проводити референдум має тільки центральний уряд.
11 вересня 2013 року сотні тисяч каталонців сформували 400-кілометровий живий ланцюг, вимагаючи проведення референдуму.